# Lasioglossum dashwoodi
Lasioglossum dashwoodi är en biart som först beskrevs av Jason Gibbs 2010. Den ingår i släktet smalbin och familjen vägbin. Arten finns i västra Nordamerika.

## Beskrivning
Honan har blåaktigt till guldgrönt huvud och mellankropp, med en munsköld som är mörkbrun utom en smal, bronsfärgad remsa längst ner. Antennerna är mörkbruna med brungul undersida. Benen är bruna, med rödbruna mellan- och bakfötter. Vingarna är halvgenomskinliga med ljust brungula ribbor. Bakkroppen är svagt metallgrön på ovansidan med segmentens bakkanter genomskinligt brungula till rödbruna, och brun på undersidan. Hanen skiljer sig från honan genom att ha hela kroppen blåaktig med en grönaktig metallglans. Pälsen är hos båda könen vitaktig och förhållandevis gles. Arten är liten, honan har en kroppslängd på 5,3 till 6,3 mm och en framvingelängd på knappt 4,5 mm, medan hanen är drygt 5 mm lång med en framvingelängd på knappt 4 mm.

## Utbredning
Utbredningsområdet omfattar sydvästra Kanada och nordvästra USA, delstaterna British Columbia och Washington.

## Ekologi
Arten är ett eusocialt bi, det bildar samhällen där de parningsdugliga honorna, drottningarna, övervintrar som vuxna. Boet grävs ut i marken. Biet är polylektiskt, det flyger till blommande växter från många olika familjer.